# O Manipulador (Grisham)
O Manipulador (em inglês, The Racketeer) é um romance policial escrito pelo escritor norte-americano John Grisham que foi publicado pela primeira vez em 2012.
The Racketeer é um intrincado puzzle para entender qual o personagem que dá o título ao livro: se a personagem principal Bannister, se o corrupto juiz assassinado ou se o assassino deste. Como é usual em Grisham, o livro apresenta com agudeza o sistema judicial e penitenciário norte-americano, salientado-se as reviravoltas na trama e as mudanças de cenário.
The Racketeer foi um dos livros mais vendidos em 2012 tendo estado durante várias semanas no topo de listas dos livros mais vendidos. De acordo com a Amazon.com, The Racketeer foi o oitavo livro mais vendido de 2012.

## Resumo
Na história dos Estados Unidos, até ao momento da escrita do livro, apenas quatro juízes no activo a nível federal haviam sido assassinados. A ficção de The Racketeer parte do assassínio de um quinto juiz que exercia a actividade no Distrito Judicial Sudoeste do estado da Virgínia. O corpo dele juntamente com o da sua jovem secretária é encontrado na cabana junto a um lago numa zona montanhosa da Virgínia Ocidental onde o dito juiz costumava passar regularmente fins-de-semana a pescar, a ler e a fumar os seus charutos.:Contracapa
Não há sinal de entrada forçada na cabana, nem de luta. Apenas são encontrados na cave da cabana os dois corpos e um grande e extremamente seguro cofre aberto e vazio. O FBI não consegue deslindar o caso, mas um homem, um anterior advogado afro-americano, sabe quem matou o juiz e o motivo. Mas este personagem, Malcom Bannister, está preso no (fictício) estabelecimento prisional da cidade de Frostburg, no Maryland.:Contracapa
Apesar de estar há cinco anos na prisão, Bannister obteve aquela informação através de um dos muitos presos com quem contactou graças à sua ajuda a outros presos como advogado para verem revistas as suas penas, por exemplo devido a erros judiciais, tendo chegado a obter nalguns poucos casos a sua libertação. Mas Bannister apenas está na disposição de dar a informação que o FBI não consegue alcançar desde que obtenha a sua libertação logo que a acusação do assassino seja apresentada em tribunal, ao abrigo do Regra 35 do Procedimento Criminal dos EUA, segundo a qual quem ajudar a encontrar um criminoso pode ver a sua própria pena reduzida. Bannister queria além disso ficar incluído no programa de protecção de testemunhas, inclusive sujeitando-se a uma operação de alteração do visual, o que veio a acontecer.:90
Mas a informação prestada por Bannister ao FBI não foi linear e o conhecimento por esta agência federal  do assassino do juiz ocorreu muito tempo depois, após esclarecimento adicional por Bannister e pela sua parceira de manobra. Entretanto esta dupla conseguiu apoderar-se da verdadeira fortuna que o assassino havia roubado do cofre do juiz.

## Temas

### RICO
Um dos temas do livro e ponto de partida da sua história é a aplicação da lei norte-americana denominada RICO, de Racketeer Influenced and Corrupt Organizations Act, que é uma lei federal destinada a combater o crime organizado, sobretudo de tipo mafioso, que entrou em vigor em 1970 sob a presidência de Richard Nixon.
Em The Racketeer, um advogado que exercia actividade numa pequena cidade ao servir de consultor, na compra de um terreno, a um empresário que depois foi acusado e condenado segundo a lei RICO, foi ele próprio acusado e condenado de lavagem de dinheiro e participação em actividades ilegais tendo a pena sido de cadeia durante dez anos.:54:61

### Regra 35
Outro dos temas que faz parte do desenvolvimento da história do livro é a "Regra 35" (Rule 35) do Procedimento Criminal nos EUA que permite a redução da pena, ou mesmo a sua anulação, a um condenado que ajude as entidades judiciárias norte-americanas a encontrar o(s) criminoso(s) de outro crime. Foi a esta regra que recorreu o principal personagem do livro.

### Protecção de testemunhas
Depois o Autor recorre à figura do Programa de Segurança de Testemunhas (United States Federal Witness Protection Program, também designado por Witness Security Program, ou WITSEC) programa sob a alçada do Ministério da Justiça dos EUA (United States Department of Justice) e operado pela agência de United States Marshals Service que foi concebido para proteger testemunhas que foram ameaçadas antes, durante e após um julgamento num Tribunal.
O serviço de marshals toma conta das testemunhas proporcionando não apenas segurança, dando-lhe uma nova identidade com nova e autêntica documentação, como também assistência financeira para arranjar habitação, em localidade distante da anterior, para despesas domésticas e assistência de saúde, e até ajudam a encontrar um novo emprego. De acordo com um personagem do livro, apresentado como marshal, o serviço já acompanhou neste programa mais de oito mil testemunhas e nenhuma foi alguma vez molestada pelos criminosos que ajudou a castigar.:144:145

### Crítica do sistema judicial
Na boca do personagem principal que é um advogado preso: "O julgamento foi um espectáculo, uma farsa, uma forma ridícula de procurar a verdade. Mas como aprendi, a verdade não era importante. Talvez numa época distante, um julgamento fosse um exercício para a apresentação de factos, a procura da verdade e a descoberta da justiça. Agora um julgamento é um combate em que um lado ganha e o outro lado perde. Cada um dos lados espera que o outro torça as regras, ou faça batota, pelo que nenhum dos lados joga limpo. A verdade perde-se na briga.":84
O livro apresenta também as condições péssimas de encarceramento desta mesma personagem, numa fase inicial ainda provisória imediatamente a seguir à condenação em julgamento, e a seguir uma viagem incompreensível, supervisionada pelos marshals, até ao estabelecimento prisional definitivo, juntamente com outros presos de vária perigosidade, de autocarro e de avião, pernoitando em prisões locais diversas, desde Washington D.C., passando por Carolina do Norte, Tennessee, Alabama, Atlanta, Miami, Nova Orleães, Oklahoma City, Dalas, Little Rock, Memphis, Cincinnati e acabando finalmente em Louisville, Kentucky. A viagem durou 44 dias, e segundo a personagem "Louisville está a 100 milhas da cidade onde residia, Winchester, na Virgínia. Se tem sido permitido pelo juiz a minha auto-rendição (self-surrender), o meu pai e eu teríamos feito a viagem em oito horas".:84:87

## Recensão crítica
Os comentadores observaram que The Racketeer é uma obra única entre os romances de Grisham, na medida em que o principal protagonista, Malcolm Bannister, é indicado como afro-americano. Grisham afirmou que isso ocorreu na sequência de leitores ao longo de muitos anos o terem encorajado a apresentar um herói negro, mas segundo ele, "Não é nada de especial. Não se trata de raça".
A jornalista e crítica literária Janet Maslin, no The New York Times, descreveu o livro como um abandono por Grisham das suas habituais novelas legais. Embora comece com os problemas legais habituais, o livro segue depois ao longo de um percurso inesperado. Maslin considera que, em vez de prosseguir com o "triunfo ou o aborto da justiça de tribunal", o livro é sobre superação e vingança.
O USA Today elogiou as reviravoltas interessantes do livro quando o indicou como um dos livros recomendados em outubro de 2012.
Segundo Carol Memmott, em USA Today, o melhor de The Racketeer vem, em parte, da valorização pelo tempo e pensamento que Grisham, autor de mais de uma dúzia de tríleres legais, investiu neste seu enredo inteligente e retorcido. Sabemos que algo grande vai acontecer, mas não conseguimos entender o que é.
Ainda para Memmott, poucas pessoas, se as houver, conseguiram descobrir o que Bannister está realmente a tramar até que Grisham o esclarece nas páginas finais. E as pistas, esquemas e conspirações, mais coloridas do que o mais extravagante fato de prisão, alimentam uma linha de história que ganha octanas  adicionais com drogas, suborno, sexo, corrupção e um dos elementos favoritos de enredo de Grisham, a ganância empresarial.

## Receptividade do público

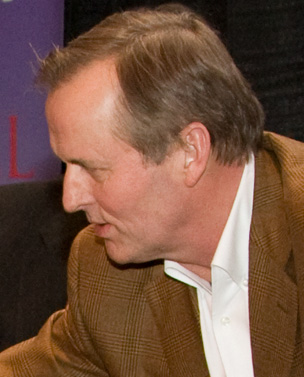
John Grisham em 2008

Quando começou a ser vendido, o livro foi o mais vendido segundo Lista semanal de livros mais vendidos do The New York Times de 11 Novembro de 2012 (que reflectiu as vendas da semana que acabou em 27 de Outubro de 2012), posição que manteve nas três semanas seguintes até 25 de Novembro.
The Racketeer atingiu o topo da lista dos livros mais vendidos do USA Today na semana de 1 de Novembro de 2012, mantendo a posição na semana seguinte. Foi o 18º livro de Grisham a atingir o topo da lista do USA Today.
The Racketeer estreou-se como número 1 da lista dos livros de ficção de capa dura do The Wall Street Journal na semana que acabou em 28 de Outubro (na edição de 3 de Novembro), mantendo-se nessa posição durante três semanas.
Na edição de 9 de Novembro de 2012 do The Wall Street Journal, The Racketeer surgiu no topo da lista de e-books e da lista combinada de ficção correspondendo à semana acabada em 4 de Novembro de 2012. tendo caído para a posição 2 na semana seguinte.

## Ligação externa
- Página oficial de John Grisham no Facebook,